# Bosc-le-Hard

Bosc-le-Hard este o comună în departamentul Seine-Maritime, Franța. În 1 ianuarie 2022 avea o populație de 1.589 de locuitori.